# Ritu Escocès Antic i Acceptat

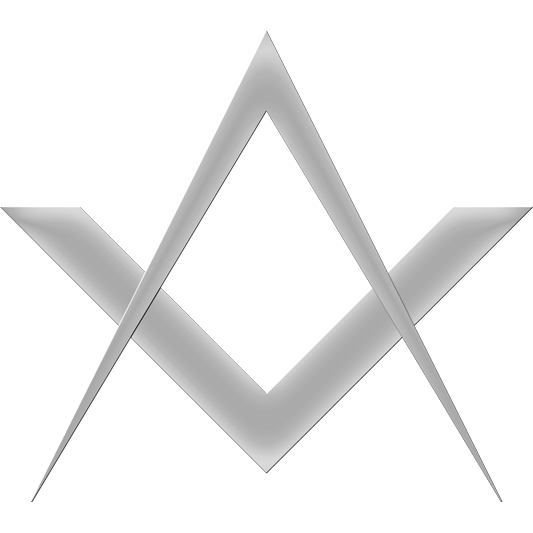
Símbols de l'escaire i el compàs

El ritu escocès antic i acceptat (REAA) és un dels ritus maçònics més escampats al món. Va ser fundat el 1801 a Charleston (Estats Units) sota l'impuls dels germans John Mitchell i Frederic Dalcho, sobre la base de les Grans Constitucions de 1786, atribuïdes a Frederic el Gran. És, als seus inicis, un ritu destinat de manera única als graus que segueix el grau de mestre.
Encara que estigui compost de 33 graus, és habitualment practicat en el marc de dos organismes complementaris però diferents:
- Una obediència maçònica que federa lògies dels tres primers graus de la francmaçoneria.
- Una «jurisdicció» d'alts graus maçònics, dirigida per un «Consell Suprem», que reagrupa tallers del 4t al 33è grau.

## Els 33 graus del REAA
No existeix en francmaçoneria rang superior al tercer grau, el de mestre maçó. És un dels principis fonamentals de la «regularitat maçònica» que tots els mestres maçons estiguin en igualtat, sense consideració de posició social o de pertinença a altres graus maçònics. És per això que els graus d'un número superior al tercer han de ser considerats com a graus d'instrucció, o de perfeccionament, i no com a graus que impliquin un poder particular i del qual es podria valer un mestre maçó per creure's superior als altres.
| Grau | Títol                                 | Jur. Sud França                                                                  | Bèlgica                                                                          | Anglaterra                                                                       | Jur. Nord                                                                        |
| ---- | ------------------------------------- | -------------------------------------------------------------------------------- | -------------------------------------------------------------------------------- | -------------------------------------------------------------------------------- | -------------------------------------------------------------------------------- |
| 1r   | Aprenent                              | Lògia simbòlica (en certs països, aquests graus són practicats en un altre ritu) | Lògia simbòlica (en certs països, aquests graus són practicats en un altre ritu) | Lògia simbòlica (en certs països, aquests graus són practicats en un altre ritu) | Lògia simbòlica (en certs països, aquests graus són practicats en un altre ritu) |
| 2n   | Company                               | Lògia simbòlica (en certs països, aquests graus són practicats en un altre ritu) | Lògia simbòlica (en certs països, aquests graus són practicats en un altre ritu) | Lògia simbòlica (en certs països, aquests graus són practicats en un altre ritu) | Lògia simbòlica (en certs països, aquests graus són practicats en un altre ritu) |
| 3r   | Mestre                                | Lògia simbòlica (en certs països, aquests graus són practicats en un altre ritu) | Lògia simbòlica (en certs països, aquests graus són practicats en un altre ritu) | Lògia simbòlica (en certs països, aquests graus són practicats en un altre ritu) | Lògia simbòlica (en certs països, aquests graus són practicats en un altre ritu) |
| 4t   | Mestre secret                         | Loge de Perfection                                                               | Chapitre                                                                         | Chapter                                                                          | Lodge of Perfection                                                              |
| 5è   | Mestre perfecte                       | Loge de Perfection                                                               | Chapitre                                                                         | Chapter                                                                          | Lodge of Perfection                                                              |
| 6è   | Secretari íntim                       | Loge de Perfection                                                               | Chapitre                                                                         | Chapter                                                                          | Lodge of Perfection                                                              |
| 7è   | Prebost i jutge                       | Loge de Perfection                                                               | Chapitre                                                                         | Chapter                                                                          | Lodge of Perfection                                                              |
| 8è   | Intendent dels bastiments             | Loge de Perfection                                                               | Chapitre                                                                         | Chapter                                                                          | Lodge of Perfection                                                              |
| 9è   | Mestre escollit dels Nou              | Loge de Perfection                                                               | Chapitre                                                                         | Chapter                                                                          | Lodge of Perfection                                                              |
| 10è  | Il·lustre escollit dels Quinze        | Loge de Perfection                                                               | Chapitre                                                                         | Chapter                                                                          | Lodge of Perfection                                                              |
| 11è  | Sublim cavaller escollit              | Loge de Perfection                                                               | Chapitre                                                                         | Chapter                                                                          | Lodge of Perfection                                                              |
| 12è  | Gran mestre arquitecte                | Loge de Perfection                                                               | Chapitre                                                                         | Chapter                                                                          | Lodge of Perfection                                                              |
| 13è  | Cavaller de l'arc reial               | Loge de Perfection                                                               | Chapitre                                                                         | Chapter                                                                          | Lodge of Perfection                                                              |
| 14è  | Gran escollit perfecte i sublim maçó  | Loge de Perfection                                                               | Chapitre                                                                         | Chapter                                                                          | Lodge of Perfection                                                              |
| 15è  | Cavaller d'Orient o de l'espasa       | Chapitre                                                                         | Chapitre                                                                         | Chapter                                                                          | Council                                                                          |
| 16è  | Príncep de Jerusalem                  | Chapitre                                                                         | Chapitre                                                                         | Chapter                                                                          | Council                                                                          |
| 17è  | Cavaller d'Orient i d'Occident        | Chapitre                                                                         | Chapitre                                                                         | Chapter                                                                          | Chapter                                                                          |
| 18è  | Sobirà príncep cavaller Rosa + Creu   | Chapitre                                                                         | Chapitre                                                                         | Chapter                                                                          | Chapter                                                                          |
| 19è  | Gran pontífex                         | Aréopage ou Council                                                              | Aréopage                                                                         | Supreme Council                                                                  | Consistory                                                                       |
| 20è  | Mestre Ad Vitam                       | Aréopage ou Council                                                              | Aréopage                                                                         | Supreme Council                                                                  | Consistory                                                                       |
| 21è  | Cavaller prussià                      | Aréopage ou Council                                                              | Aréopage                                                                         | Supreme Council                                                                  | Consistory                                                                       |
| 22è  | Príncep del Líban                     | Aréopage ou Council                                                              | Aréopage                                                                         | Supreme Council                                                                  | Consistory                                                                       |
| 23è  | Cap del tabernacle                    | Aréopage ou Council                                                              | Aréopage                                                                         | Supreme Council                                                                  | Consistory                                                                       |
| 24è  | Príncep del tabernacle                | Aréopage ou Council                                                              | Aréopage                                                                         | Supreme Council                                                                  | Consistory                                                                       |
| 25è  | Cavaller de la serp d'Airain          | Aréopage ou Council                                                              | Aréopage                                                                         | Supreme Council                                                                  | Consistory                                                                       |
| 26è  | Príncep de Mercy                      | Aréopage ou Council                                                              | Aréopage                                                                         | Supreme Council                                                                  | Consistory                                                                       |
| 27è  | Gran comanador del temple             | Aréopage ou Council                                                              | Aréopage                                                                         | Supreme Council                                                                  | Consistory                                                                       |
| 28è  | Cavaller del Sol                      | Aréopage ou Council                                                              | Aréopage                                                                         | Supreme Council                                                                  | Consistory                                                                       |
| 29è  | Gran escocès de Sant-Andreu d'Escòcia | Aréopage ou Council                                                              | Aréopage                                                                         | Supreme Council                                                                  | Consistory                                                                       |
| 30è  | Cavaller Kadosh                       | Aréopage ou Council                                                              | Aréopage                                                                         | Supreme Council                                                                  | Consistory                                                                       |
| 31è  | Gran inspector inquisidor             | Consistoire                                                                      | Consistoire                                                                      | Supreme Council                                                                  | Consistory                                                                       |
| 32è  | Sublim príncep del reial secret       | Consistoire                                                                      | Consistoire                                                                      | Supreme Council                                                                  | Consistory                                                                       |
| 33è  | Sobirà gran inspector general         | Conseil suprême                                                                  | Conseil suprême                                                                  | Supreme Council                                                                  | Supreme Council                                                                  |

## Lògies que practiquen el ritu escocès antic i acceptat
R.·. L.·. Minerva-Lleialtat núm. 1.